# Ilex ambigua
Ilex ambigua är en järneksväxtart som först beskrevs av André Michaux, och fick sitt nu gällande namn av Ell. Ilex ambigua ingår i släktet järnekar, och familjen järneksväxter. Inga underarter finns listade i Catalogue of Life.